# Dicrania argentina
Dicrania argentina är en skalbaggsart som beskrevs av Moser 1919. Dicrania argentina ingår i släktet Dicrania och familjen Melolonthidae. Inga underarter finns listade i Catalogue of Life.